# Cramér-von-Mises-Test
Der  Cramér-von-Mises-Test ist ein statistischer Test, mit dem untersucht werden kann, ob die Häufigkeitsverteilung der Daten einer Stichprobe von einer vorgegebenen hypothetischen Wahrscheinlichkeitsverteilung abweicht (Ein-Stichproben-Fall), oder ob die Häufigkeitsverteilungen von zwei verschiedenen Stichproben voneinander abweichen (Zwei-Stichproben-Fall). Beim Vergleich der Verteilung einer Stichprobe mit der Normalverteilung fungiert das Verfahren als Normalitätstest. Der Test ist benannt nach Harald Cramér und Richard von Mises, die ihn zwischen 1928 und 1930 entwickelt und veröffentlicht haben. Die Verallgemeinerung für den Zwei-Stichproben-Fall wurde 1962 von Theodore Wilbur Anderson beschrieben.

## Testbeschreibung
Für den Vergleich der Häufigkeitsverteilung einer Stichprobe mit einer vorgegebenen hypothetischen Wahrscheinlichkeitsverteilung berechnet sich die Testgröße {\displaystyle T} aus den aufsteigend sortierten Stichprobenwerten {\displaystyle x_{1},x_{2},\ldots ,x_{n}} und der Verteilungsfunktion {\displaystyle F} der vorgegebenen Wahrscheinlichkeitsverteilung nach der Formel
{\displaystyle T=n\omega ^{2}={\frac {1}{12n}}+\sum _{i=1}^{n}\left[{\frac {2i-1}{2n}}-F(x_{i})\right]^{2}}.
Aus dem Vergleich der Testgröße {\displaystyle T} mit entsprechenden Tabellenwerten ergibt sich der p-Wert. Die Nullhypothese des Tests im Ein-Stichproben-Fall ist die Annahme, dass sich die Verteilung der Stichprobendaten nicht von der vorgegebenen Wahrscheinlichkeitsverteilung unterscheidet. Ein p-Wert kleiner als ein vorgegebenes Signifikanzniveau (zum Beispiel 0,05) ist somit als statistisch signifikante Abweichung der Verteilung der Stichprobenwerte von der vorgegebenen Wahrscheinlichkeitsverteilung zu interpretieren.
Für den Vergleich der Häufigkeitsverteilungen von zwei verschiedenen Stichproben berechnet sich die Testgröße {\displaystyle T} nach den Formeln
{\displaystyle T=N\omega ^{2}={\frac {U}{NM(N+M)}}-{\frac {4MN-1}{6(M+N)}}}
mit
{\displaystyle U=N\sum _{i=1}^{N}(r_{i}-i)^{2}+M\sum _{j=1}^{M}(s_{j}-j)^{2}}.
Dabei sind, jeweils aufsteigend sortiert, {\displaystyle x_{1},x_{2},\ldots ,x_{N}} die Werte in der ersten und {\displaystyle y_{1},y_{2},\ldots ,y_{M}} die Werte in der zweiten Stichprobe sowie {\displaystyle r_{1},r_{2},\ldots ,r_{N}} die Ränge der Werte der ersten Stichprobe und {\displaystyle s_{1},s_{2},\ldots ,s_{M}} die Ränge der Werte der zweiten Stichprobe in einer gemeinsamen Rangfolge beider Stichproben.
Der p-Wert ergibt sich analog zum Ein-Stichproben-Fall aus dem Vergleich der Testgröße {\displaystyle T} mit entsprechenden Tabellen. Die Nullhypothese des Cramér-von-Mises-Tests im Zwei-Stichproben-Fall ist die Annahme, dass sich die Häufigkeitsverteilungen beider Stichproben nicht unterscheiden. Ein p-Wert kleiner als ein vorgegebenes Signifikanzniveau (zum Beispiel 0,05) bedeutet deshalb einen statistisch signifikanten Unterschied zwischen den Verteilungen der Werte beider Stichproben.

## Alternative Verfahren
Der Kolmogorow-Smirnow-Test stellt sowohl für den Ein-Stichproben-Fall als auch für den Zwei-Stichproben-Fall eine Alternative zum Cramér-von-Mises-Test dar, wobei letzterer aber insbesondere für den Zwei-Stichproben-Fall als trennschärfer gilt. Eine weitere Alternative zum Cramér-von-Mises-Test für den Ein-Stichproben-Fall ist der Anderson-Darling-Test. Für die spezielle Anwendung als Normalitätstest können unter anderem auch der Shapiro-Wilk-Test, der Jarque-Bera-Test und der Lilliefors-Test als alternative Verfahren genutzt werden.